# أناتولي ماسليونكن
أناتولي ماسليونكن، من مواليد 29 يونيو 1930، وتوفي في 16 مايو 1988، لاعب كرة قدم سوفييتي سابق.
لعب مع منتخب الاتحاد السوفييتي لكرة القدم.

## وصلات خارجية
- أناتولي ماسليونكن على موقع الاتحاد الدولي (مؤرشف)  (الإنجليزية)
- أناتولي ماسليونكن على موقع ناشيونال فوتبول تيمز (الإنجليزية)
- أناتولي ماسليونكن على موقع أوليمبيديا (الإنجليزية)